# Howanes VI
Howanes VI – duchowny Apostolskiego Kościoła Ormiańskiego, w latach 1729–1730 jeden z patriarchów tego Kościoła, Patriarcha-Katolikos Wielkiego Domu Cylicyjskiego.